# Jörg Breu el Viejo

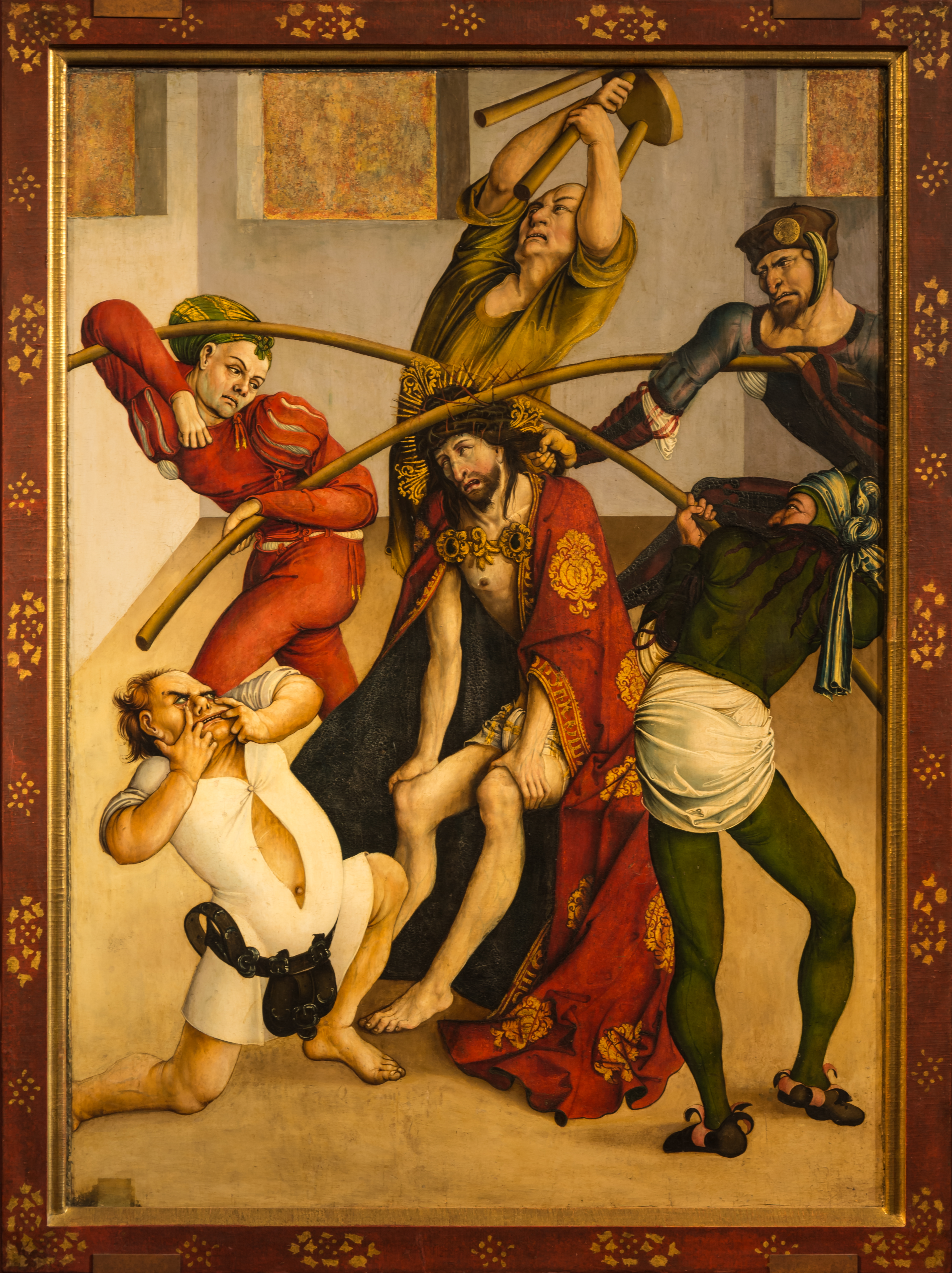
Coronación de espinas, 1502, temple sobre tabla, museo de la abadía de Melk.

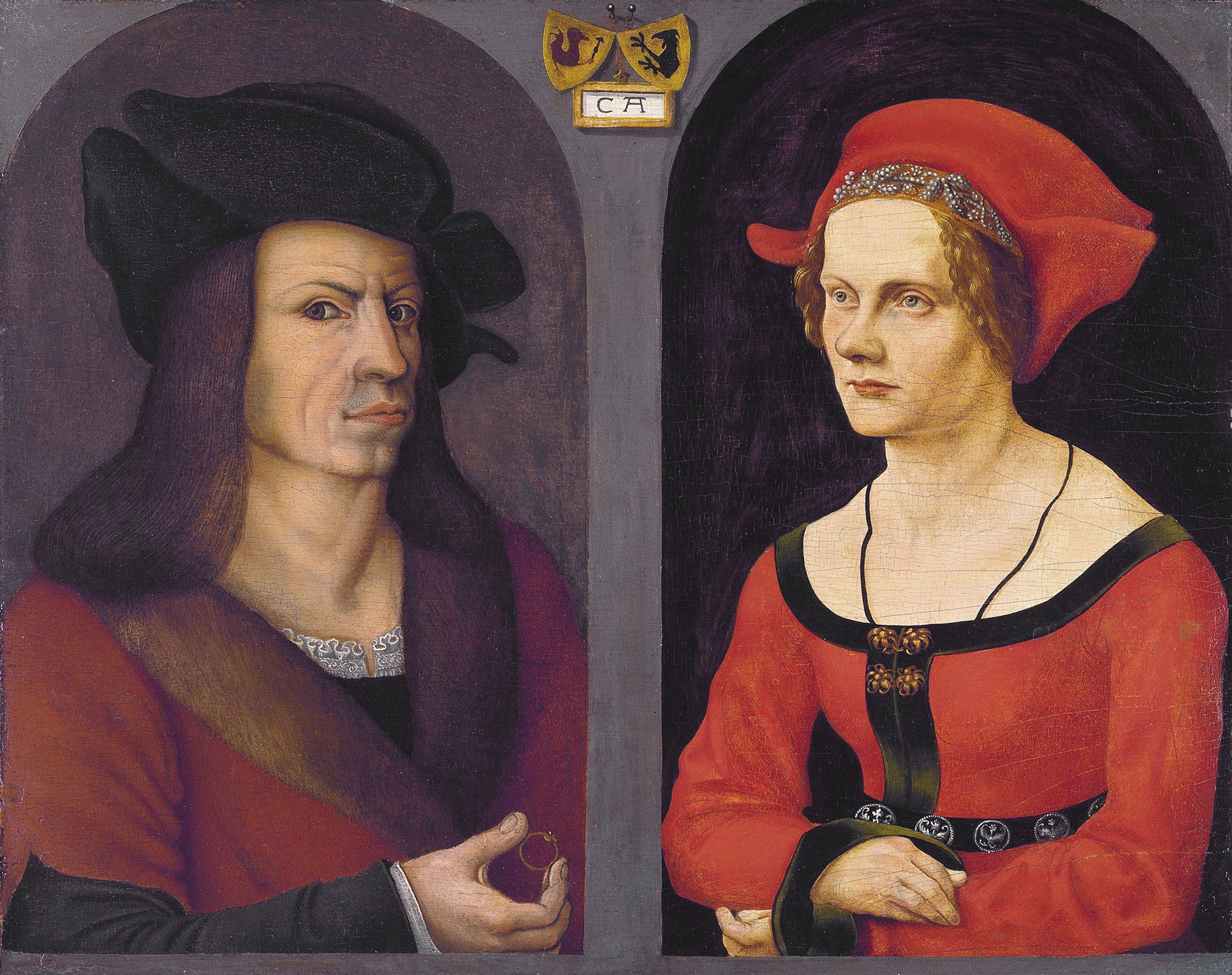
Retrato de boda de Coloman Helmschmid y Agnes Breu, óleo sobre tabla, 38 x 47,9 cm, Madrid, Museo Thyssen-Bornemisza. Obra en colaboración, solo el retrato de Agnes, hermana del pintor, habría sido pintado por Jörg Breu, restando anónimo el de Coloman.

Jörg Breu el Viejo (Augsburgo, c. 1480-1537) fue un pintor y dibujante alemán.

## Biografía y obra
Hijo de un modesto tejedor, en 1493 se le documenta como aprendiz en el taller de Ulrich Apt. Entre 1500 y 1502 viajó por Austria donde se encargó de la pintura de tres complejos retablos en el monasterio de Aggsbach, en la iglesia de Melk, con un ciclo de la Pasión de Cristo, y en la Stiftskirche de Zwettl con pinturas consideradas entre las primeras de la escuela del Danubio por el interés puesto en el paisaje expresivo.
Establecido en su ciudad natal, en 1502, encabezó un activo taller en el que contó con un nutrido grupo de ayudantes, dedicado a la pintura sobre tabla y al fresco y al diseño de modelos para vidrieras y grabados. Es posible que viajase a Italia en torno a 1512, lo que podría reflejarse en algunos temas italianizantes de sus dibujos para grabados o en los elementos decorativos renacentistas de óleos como el Suicidio de Lucrecia (Múnich, Alte Pinakothek) pintado para Guillermo IV de Baviera. Trabajó también para los Fugger, para los que pintó las puertas del órgano de su capilla en la iglesia de Santa Ana de Augsburgo.
Su hijo, Jörg Breu el Joven se situó al frente del taller familiar en 1534 hasta su propia muerte en 1547.